# Costumbres argentinas
Costumbres argentinas è una telenovela argentina trasmessa da Telefe dal 2003 al 2004.

## Trama
Ambientata negli anni ottanta, la serie segue la storia della rivalità tra due famiglie, i Rosetti e i Pagliaro. Vicente Rosetti ed Ernesto Pagliaro, amici inseparabili fin dall'infanzia, si sono allontanati per via di una ragazza: Clara. Vicente riuscì a conquistarla, ma dopo alcuni anni lei lo lasciò per Ernesto, con il quale alla fine si sposò. Vicente, dopo aver litigato con l'amico che l'aveva tradito, conobbe Carmen, che qualche mese più tardi divenne sua moglie.
Ormai divenuti adulti e padri di famiglia, Vicente ed Ernesto si trovarono ad essere vicini di casa. Mariana, la figlia di Ernesto, si innamora di Gabriel, il figlio di Vicente, divenendo inoltre la migliore amica della figlia, Sandra.
Attorno alle due famiglie si muovono altri personaggi che danno vita alle storie raccontate, tra i quali i Martínez, la cui figlia Carolina diviene l'antagonista principale dell'amore tra i ragazzi.

## Colonna sonora
La sigla d'apertura utilizzata è Animales de costumbres, cantata da Alejandro Lerner.

### Costumbres argentinas de las buenas... y de las otras
1. "Animales de costumbres" - Alejandro Lerner (sigla di testa)
2. "Costumbres argentinas" - Los abuelos de la nada
3. "Todo el tiempo" - Daniela Herrero (tema d'amore dei protagonisti)
4. "Cada vez" - Daniela Herrero
5. "Sin tu amor" - Sandra Mihanovich
6. "Sueños" - Tomás Fonzi
7. "Amor descartable" - Virus
8. "Trátame suavemente" - Soda Stereo
9. "No tan distintos" - Sumo
10. "Por el resto" - Enanitos Verdes
11. "Conexión París" - Sobrecarga
12. "Uno, dos, ultraviolento" - Los Violadores
13. "Mi novia se cayó en un pozo ciego" - Cadillacs
14. "Che, ¿qué esperás?" - Divididos
15. "Loco por ti" - Andrés Calamaro

## Accoglienza
Prodotta da Ideas del Sur di Marcelo Tinelli, la serie raccontava le vicende di due famiglie tenendo sullo sfondo l'Argentina degli anni ottanta. Pur non avendo come obiettivo principale quello di narrare la politica e l'attualità di quell'epoca, la serie inserì numerosi riferimenti storici.
Venne trasmessa dal lunedì al venerdì alle 21:00, in diretta concorrenza con la telenovela di Canal 13 Son amores. Il duello per gli ascolti fu particolarmente combattuto e, in entrambe le serie, con l'andare del tempo vennero inseriti nuovi personaggi interpretati da attori molto popolari.
La serie rappresentò un grande successo della rete in termini di ascolti, ottenendo una media di 27 punti di share. L'episodio finale totalizzò il 26,6% di share, divenendo la trasmissione più seguita di quella giornata.
Ottenne, inoltre, riscontri positivi anche da parte della critica, nonostante la tendenza a non mettere in primo piano le vicende politiche legate alla dittatura militare che in quegli anni vide la sua ascesa e il suo declino.

## Riconoscimenti
- 2003 - Premio Martín Fierro
  - Migliore commedia televisiva
  - Candidatura per la migliore attrice di commedia a María Valenzuela
  - Candidatura per la migliore attrice non protagonista a Lola Berthet
  - Candidatura per la migliore rivelazione a Juana Viale
  - Candidatura per la migliore canzone originale a "Animales de Costumbres", interpretata da Alejandro Lerner
  - Candidatura per la migliore partecipazione speciale femminile in una serie a Moria Casán

- 2003 - Premio Clarín
  - Migliore rivelazione femminile a Daniela Herrero
  - Candidatura per la migliore fiction quotidiana